# Cyclo (Film)
Cyclo (vietnamesisch Xích Lô) ist ein Film des französischen Regisseurs Trần Anh Hùng aus dem Jahr 1995. Es spielen Lê Văn Lộc, Tony Leung Chiu Wai und Trần Nữ Yên Khê.
Es geht um das harte Leben der Arbeiterschaft in den frühen 1990er Jahren in Ho-Chi-Minh-Stadt und wie Menschen unter den Einfluss von Kriminalität geraten.

## Handlung
Der Film handelt von dem 18-jährigen Jungen Cyclo, der verwaist ist, seit sein Vater während seiner Arbeit als Rikschafahrer bei einem Unfall mit einem Lastwagen ums Leben kam. Der Vater wünschte sich, sein Sohn hätte ein besseres Leben als er. Nach dessen Tod muss der Junge wegen der Not der Familie den Job des Vaters übernehmen und mit einer Leihrikscha durch die lebhaften Straßen von Ho-Chi-Minh-Stadt (vormals Saigon) radeln, um seinen Lebensunterhalt zu verdienen. Der Junge lebt in einem kleinen Haus zusammen mit seinem alten Großvater, der trotz seiner schwachen Gesundheit Reifen repariert, seiner kleinen Schwester, die Schuhe für Restaurantkunden in der Nachbarschaft herstellt, und seiner älteren Schwester, die auf einem lokalen Markt Wasser trägt.
Ihr armes aber friedliches Leben ist gefährdet, als die Rikscha von einer Bande gestohlen wird. Da der Junge kein Geld hat, um die geraubte Rikscha zu bezahlen, bleibt ihm nichts anderes übrig, als sich einer kriminellen Vereinigung anzuschließen, die von einem grüblerischen Bandenchef geführt wird, dem „Dichter“.
Inzwischen steht auch seine ältere Schwester unter dem Einfluss des Dichters und wird zur Prostituierten. Sie entwickeln Gefühle für einander. Sie besucht sein Haus, in dem er von seinem Vater geschlagen wird, der wütend auf seinen Beruf ist. Der Dichter bringt Cyclo zu Mr. Lullaby, der ein Opfer tötet, indem er ihm den Hals aufschlitzt, während er ein Schlaflied singt.
Ho-Chi-Minh-Stadt wird von Unruhen getroffen, als verschiedene Banden miteinander kämpfen. Cyclo blendet den Mann, der seine Rikscha gestohlen hat, auf einem Auge und schafft es, von niemandem gesehen zu werden. Er besucht seine Arbeitgeberin erneut, um einen Teil seiner Schulden zu begleichen, aber sie lehnt ab und beschäftigt sich mit ihrem zurückgebliebenen Sohn, der sich mit gelber Farbe bedeckt hat.
Der Dichter weist Cyclo an, einen Mann zu ermorden. Seine beiden Komplizen geben ihm eine Waffe und bringen ihm bei, wie er sein geplantes Ziel töten soll. Sie geben ihm auch eine Flasche Tabletten, um seine Ängste abzubauen, aber warnen ihn, nicht zu viele zu nehmen. Der Dichter und Cyclos’ Schwester besuchen Orte seiner Kindheit. Er lässt sie mit einem Kunden in einem Nachtclub zurück und sie wird von dem Mann missbraucht. Sowohl der Dichter als auch der Mann erkennen ihre Fehler und der Mann versucht dies zu kompensieren, indem er den Dichter mit einer kräftigen Summe besticht. Aber der Dichter tötet den Mann und anschließend sich selbst, indem er das Zimmer, in dem er lebt, in Brand setzt.
Inzwischen wird der zurückgebliebene Sohn der Chefin des Radgeschäfts getötet, als er von einem Lastwagen angefahren wird. Cyclo betrinkt sich und nimmt zwei Tabletten der Droge, die er von den Komplizen des Dichters erhalten hat. Er wird halluzinatorisch in der Wohnung, in der er gezwungenermaßen bleiben musste, weil er es nicht geschafft hat, den Mann zu töten. Stattdessen überdeckt er sich mit blauer Farbe und schießt sich dann aufgrund der Halluzinationen versehentlich zweimal an. Am nächsten Morgen finden ihn die Mitglieder der Bande schwer verletzt, aber immer noch am Leben. Die Chefin verschont trotz seines Scheiterns sein Leben, weil er sie an ihren verstorbenen Sohn erinnert und entlässt ihn aus der Bande. Der Film endet damit, wie Cyclo an seinen Vater denkt, während er mit seinem Großvater und seinen beiden Schwestern durch eine überfüllte Straße von Ho-Chi-Minh-Stadt fährt.

## Kritiken
Aufgrund abstrakter und wortloser Kommunikation wird der Film als schwer verständlich betrachtet. In einer Rezension behauptete Janet Maslin (1995), dass dieser für den Regisseur typische Stil den Film denkwürdiger und erfolgreicher macht.
Das Lexikon des internationalen Films sieht in dem Film „[e]ine schonungslose Bestandsaufnahme der elenden Lebensbedingungen und der Anarchie im heutigen Vietnam, inszeniert unter Berufung auf östliche Darstellungstraditionen“, und hebt hervor, dass „[d]okumentarische Szenen […] den bewußten Ausschnittcharakter des Gezeigten [unterstreichen]“.

## Auszeichnungen
Der Film gewann 1995 bei den 52. Internationalen Filmfestspielen von Venedig den Goldenen Löwen und wurde mit dem FIPRESCI-Preis ausgezeichnet. Bei dem Flanders International Film Festival Ghent 1995 gewann er den Grand Prix für den Besten Film. Der Komponist Tôn-Thât Tiêt erhielt den Georges Delerue Award für die Beste Musik.

## Veröffentlichung
Cyclo wurde erstmals im September 1995 bei den Internationalen Filmfestspielen von Venedig vorgestellt und kam am 16. November 1995 in die deutschen Kinos.

## Soundtrack
Der Film-Soundtrack wurde vom vietnamesischen Komponisten Tôn-Thât Tiêt geschrieben, der mit Trần Anh Hùng bereits bei Der Duft der grünen Papaya zusammenarbeitete. Der Soundtrack enthält auch mehrere bekannte vietnamesische Ca Dao (Volkslieder) und andere populäre Lieder:
- Nắng Chiều – Gesungen und gespielt von behinderten Straßenkünstlern.
- Ru Con (Wiegenlied) gesungen von Lullaby Man.
- Thằng Bờm (Little Bờm) – Gesungen von Sad Woman to Crazy Son. Transliteration und Übersetzung.
- Em ơi, Hà Nội phố – Gesungen von Thanh Lam (der Lounge-Sänger).
- Creep von Radiohead – Spielen im Dance Club.